# Улица Константина Самострова
Улица Константина Самострова (укр. Вулиця Костянтина Самострова) — улица в Новозаводском районе города Чернигова. Пролегает от проспекта Мира (без проезда) до перекрёстка улицы Декабристов и Полесского переулка.
Примыкает улица 1 Гвардейской армии, Заводская, Низовая.
В сервисах «Google Карты», «Яндекс Карты» и «OpenStreetMap» улица ошибочно именуется как «улица Игоря Самострова».

## История
Улица проложена в 1930-е годы. Была застроена индивидуальными домами.  
В 1980-е годы улица была преобразована: построен квартал многоэтажной застройки, усадебная застройка частично ликвидирована, перекрыт проезд со стороны улицы Ленина (сейчас проспект Мира).
16 апреля 1990 года улица получила современное название — в честь воина-интернационалиста, сержанта, уроженца Чернигова  Константина Николаевича Самострова, согласно Решению Черниговского исполнительного комитета № 107.

## Застройка
Улица проложена в юго-западном направлении параллельно улице Шевчука. Парная и непарная стороны улицы заняты усадебной застройкой, а перекрёсток с улицей 1 Гвардейской армии — многоэтажной жилой застройкой (9-этажные дома). 
Учреждения: нет.
Мемориальные доски:
1. дом № 9 — воину-интернационалисту Константину Николаевичу Самострову (1964-1985) — комментарий именования улицы